# 286
El año 286 (CCLXXXVI) fue un año común comenzado en viernes del calendario juliano, en vigor en aquella fecha.
En el Imperio romano el año fue nombrado como el del consulado de Máximo y Aquilino o, menos comúnmente, como el 1039 Ab urbe condita, siendo su denominación como 286 posterior, de la Edad Media, al establecerse el Anno Domini.

## Acontecimientos

### Imperio romano
- 1 de abril: Diocleciano eleva a Maximiano al título de Augusto, o coemperador dejándolo encargado del gobierno de la parte occidental del Imperio, mientras que él mismo asume el control de la región oriental.[1]
- Carausio, comandante de la Classis Britannica, es acusado de piratería y sentenciado a muerte. Responde declarándose emperador. Lo reconocen Britania y el noroeste de la Galia.
- Para distribuir la tarea de defender y administrar el imperio y asegurar una sucesión ordenada, Diocleciano divide el imperio en dos.

## Fallecimientos
- Ginés de Roma
- Cástulo de Roma
- Piatón de Seclin